# Osetie

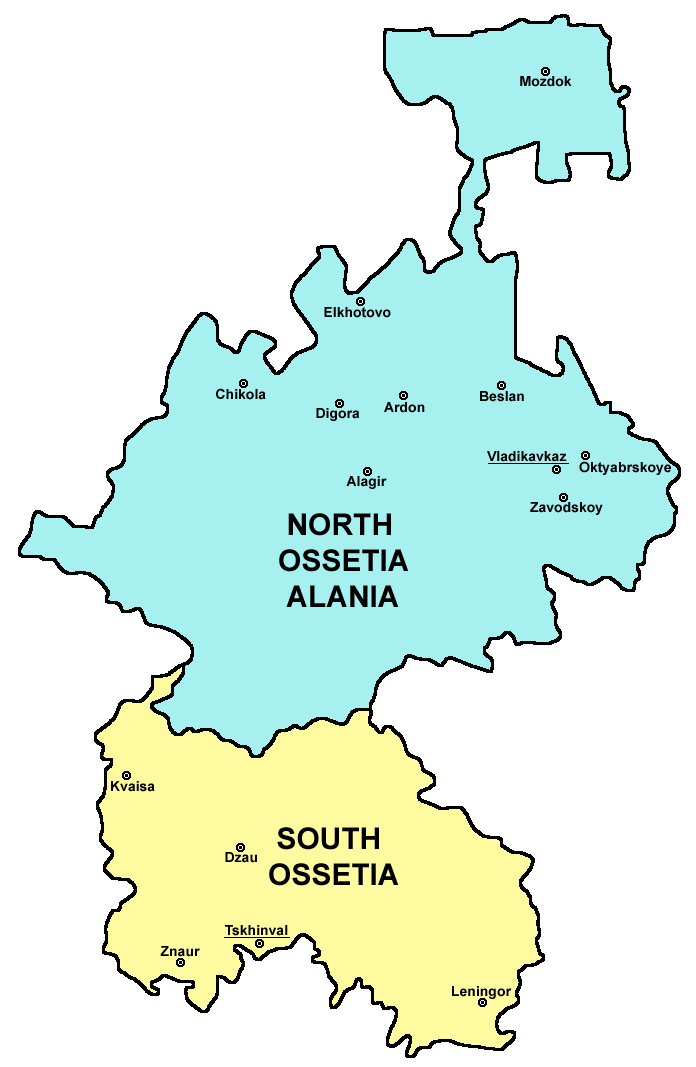

Etnická mapa Kavkazu

Osetie je oblast obývaná Osety (míň vhodně Osetinci ) a řadou dalších národností. Je posledním zbytkem Alanské říše, která mezi 1. a 11. stoletím ovládala oblast severního Kavkazu a Předkavkazské roviny. V dobách největší slávy říše se alanští princové ženili s gruzínskými princeznami. Ve 13. století byla Alanie rozvrácena Mongoly a koncem 14. století vojsky Tamerlána. Rozkládá se na Kavkaze, administrativně je rozdělena mezi dva státy: Severní Osetie je součástí Ruské federace, Jižní Osetie patří oficiálně pod Gruzii, avšak de facto je na Gruzii nezávislá a je částečně uznaným samostatným státem..
Obě části by dohromady měly necelých 800 000 obyvatel a přibližně 12 000 km² (Jižní Osetie je podstatně menší a míň lidnatá, její rozloha je necelých 4 000 km² a má jen 50 000-100 000 obyvatel).
Ruské úřady jihoosetský separatizmus vůči Gruzii podporují a místním obyvatelům, kteří o to požádají, udělují v souladu s ruskou ústavou ruské občanství. Na základě dohody mezi vládou Ruské Federace a Jižní Osetie, se v březnu 2015 podepsala smlouva o posunutí vnitřní hranice, tj. tímto se de facto zrušila hranice mezi Jižní a Severní Osetií ( do té doby hranice Ruské Federace a separatistické Jižní Osetie). Nyní je kontrolovaná hranice- Gruzie- Jižní Osetie, vstup do Jižní Osetie je tedy brán jako vstup do Ruské Federace. Víc o jednotlivých částech viz příslušná hesla.